# دوم (فرنچایز)
دوم یا رستاخیز (به انگلیسی: Doom) یک فرنچایز تیراندازی اول شخص است  که نخستین نسخه آن در سال ۱۹۹۴ توسط شرکت آی‌دی سافت‌ویر (به انگلیسی: id software) و آخرین نسخه آن با نام دوم اترنال در 19 مارس 2020 روانه بازار شد. داستان بازی درباره یک افسر به نام دوم  است که هدف آن مبارزه با شیاطین در دنیای جهنم، زمین و سیاره های دیگر، به منظور جلوگیری از نابودی زمین و سیاره های دیگر است.

## تاریخچه
| ۱۹۹۳ | دوم                             |
| ۱۹۹۴ | دوم ۲: دوزخ روی زمین            |
| ۱۹۹۵ | Master Levels for Doom II       |
| ۱۹۹۵ | The Ultimate Doom               |
| ۱۹۹۶ | Final Doom                      |
| ۱۹۹۷ | Doom 64                         |
| ۱۹۹۸ |                                 |
| ۱۹۹۹ |                                 |
| ۲۰۰۰ |                                 |
| ۲۰۰۱ |                                 |
| ۲۰۰۲ |                                 |
| ۲۰۰۳ |                                 |
| ۲۰۰۴ | دوم ۳                           |
| ۲۰۰۵ | Doom 3: Resurrection of Evil    |
| ۲۰۰۵ | Doom RPG                        |
| ۲۰۰۶ |                                 |
| ۲۰۰۷ |                                 |
| ۲۰۰۸ |                                 |
| ۲۰۰۹ | Doom Resurrection               |
| ۲۰۰۹ | Doom II RPG                     |
| ۲۰۱۰ | Doom II: No Rest for the Living |
| ۲۰۱۱ |                                 |
| ۲۰۱۲ | Doom 3: BFG Edition             |
| ۲۰۱۳ |                                 |
| ۲۰۱۴ |                                 |
| ۲۰۱۵ |                                 |
| ۲۰۱۶ | دوم (۲۰۱۶)                      |
| ۲۰۱۷ | Doom VFR                        |
| ۲۰۱۸ |                                 |
| ۲۰۱۹ |                                 |
| ۲۰۲۰ | دوم اترنال                      |

### دوم (بازی ویدئویی ۱۹۹۳)

صحنه‌ای از روند بازی در قسمت ۱: بازیکن در روی قمر فوبوس می‌باشد که مسلح به یک اره برقی باید با دشمنان انسانی و زامبی شده توسط شیاطین در این مرحله مبارزه کند

دوم (بازی ویدئویی ۱۹۹۳)(به انگلیسی: Doom) اولین بازی سری دوم بود که در سال ۱۹۹۳ برای ام‌اس-داس عرضه شد که توانست حدود ۱۵ میلیون تا ۲۰ میلیون فروش داشته باشد.این بازی توانست انقلابی در صعنت بازی سازی و بازی بینجامد که مسیر صعنت بازی را یک گام به جلو ببرد.این بازی توسط  آی‌دی سافت‌ویر ساخته و منتشر شد که فروش آن زمینه بازی های دیگر دوم شد
داستان بازی درباره هجوم شیاطین از دنیا جهنم است و می خواهند با درگاهی وارد زمین و دیگر سیارات شوند و آنجا را به تصرف درآورند.در این حین یک تفنگدار فضایی به نام دوم گاید(به انگلیسی: Doomguy) است که جلوگیری می کند از ورود شیاطین به دنیای خود.این بازی شامل نه بخش است که طی دی ال سی های به دوازده بخش رسید